# Stilhedens Hav
|  | For romanen af samme navn, se Stilhedens Hav (roman) |
Stilhedens Hav (latin: Mare Tranquillitatis) er et månehav på Månens forside, beliggende vest for Mare Fecunditatis med en diameter på 873 km. Månehavets overflade består af basalt dannet i Øvre Imbrian-epoken. De omkringliggende bjerge menes at være fra Nedre Imbrian. Månehavet har uregelmæssige kanter uden en egentlig struktur. 
Den første månelanding fandt sted i Stilhedens Hav, da Apollo 11's landingsfartøj, Eagle, landede i månehavet den 20. juli 1969. 
Stilhedens Hav er lidt mere blåt end resten af Månens overflade og er således let at genkende. Den blålige farve skyldes mest sandsynligt en højere koncentration af metaller i basalten eller klipperne.

## Navngivning
Stilhedens Hav (Mare Tranquillitatis) blev navngivet i 1651 af astronomerne Francesco Grimaldi og Giovanni Battista Riccioli i disses månekort Almagestum novum.

## Landinger
I forbindelse med planlægningen af de første bemandede missioner blev Stilhedens Hav identificeret som et potentielt landingssted grundet den forholdsvis jævne overflade i området. USA opsendte derfor rumfartøjet Ranger 8, der optog og transmitterede 7.137 nærbilleder af månehavet, inden fartøjet med overlæg blev styrtet ned i Stilhedens Hav. 
Den 11. september 1967 landede månefartøjet Surveyor 5 i Stilhedens Hav som det femte landingsfartøj i det ubemandede Surveyor-program.
Stilhedens Hav blev valgt som landingsstedet for den første bemandede månelandingsmission. Den 20. juli 1969, kl. 20:18 UTC foretog astronauterne Neil Armstrong og Buzz Aldrin en landing som planlagt med Apollo 11's månelandingsmodul, kaldet Eagle. Koordinaterne for landingen er 0,8° N, 23,5° Ø og blev af Armstrong navngivet Tranquility Base (Stilhedsbasen). Tre mindre månekratere nord for basen er har fået navnene Aldrin, Collins og Armstrong efter de tre besætningsmedlemmer på Apollo 11.

## Galleri
- Kort over Stilhedens Hav, hvorpå landingsstederne for Apollo 11, Apollo 17, Apollo 16 og Surveyor 5 er indtegnet. De nærliggende månehave Mare Fecunditatis (sydøst), Mare Crisium (nordøst) Mare Serenitatis (nordvest) og Mare Nectaris (syd) ses af kortet
- Buzz Aldrin foran det amerikanske flag på Stilhedens Hav under Apollo 11-missionen i 1969.
- Kort over styrken af Månens tyngdefelt i Stilhedens Hav.
- Landingen på Stilhedens Hav i 1969